# Ruské kolo

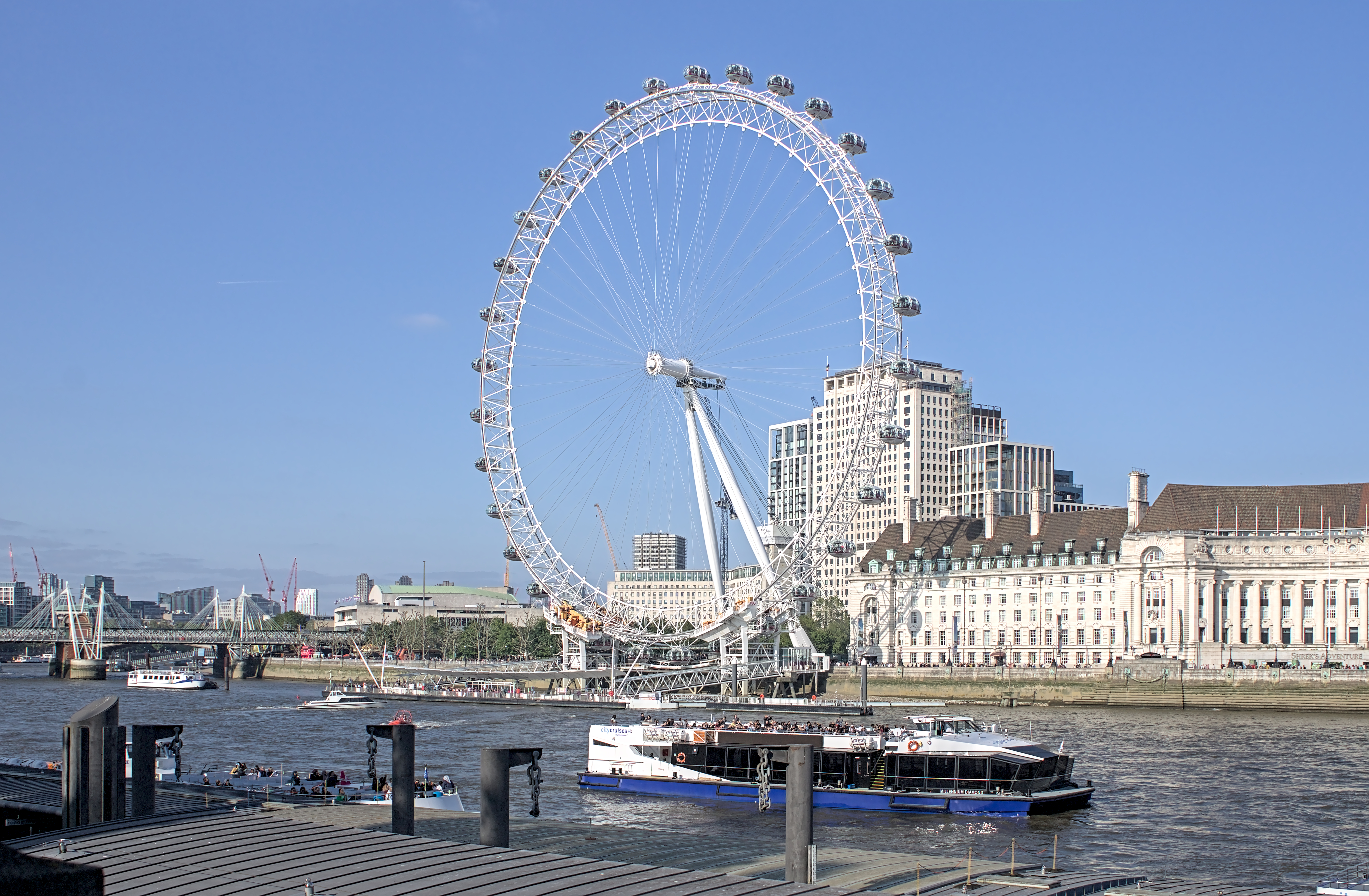
Londýnské oko

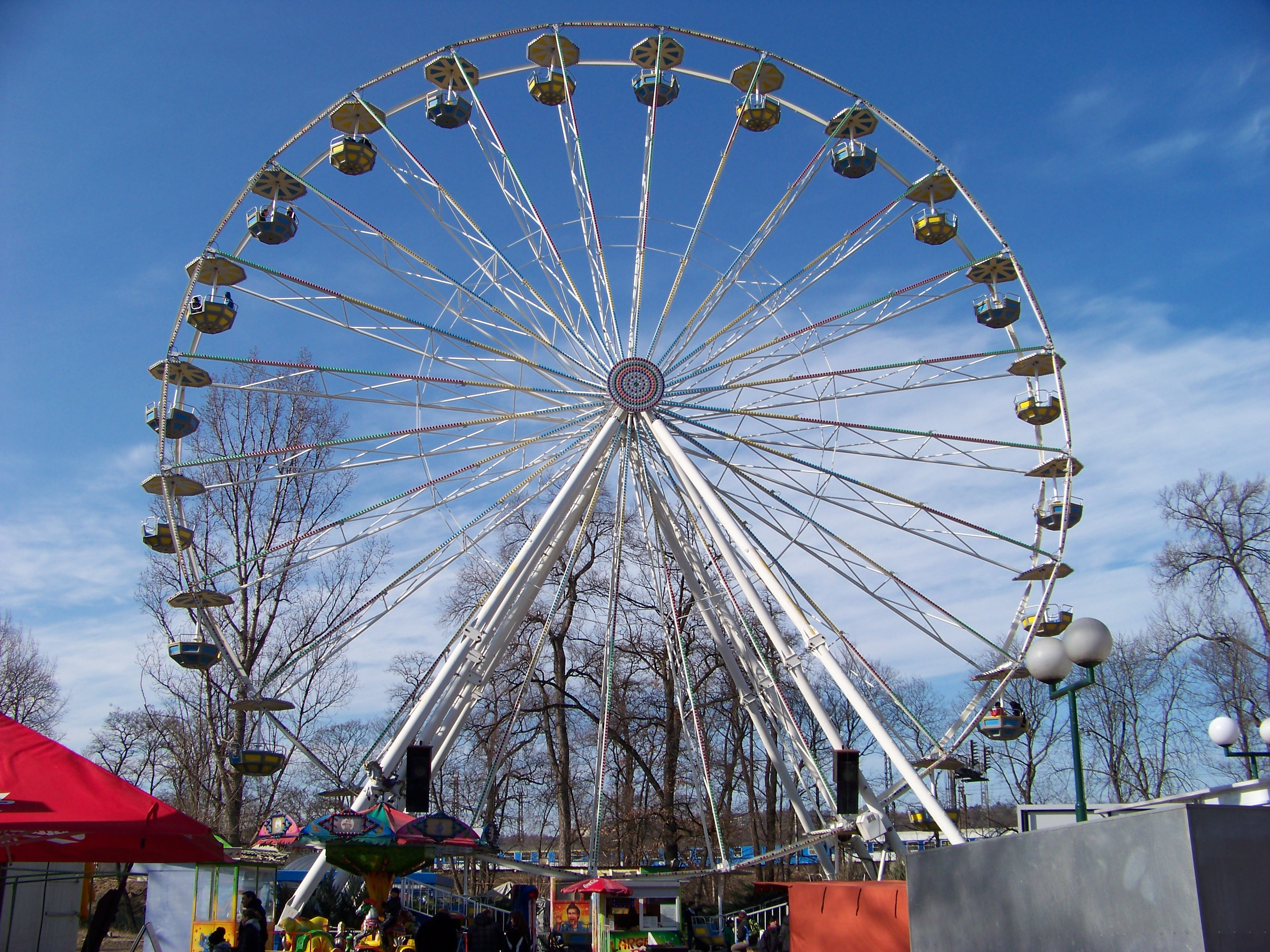
Ruské kolo z Pražského výstaviště

Ruské kolo (také obří kolo nebo vyhlídkové kolo) je technické zařízení sestávající z velkého vertikálně umístěného kola, po jehož obvodu jsou rozmístěny vagóny pro návštěvníky. Slouží jako zábavní lunaparková atrakce a místo vyhlídky. 

## Historie
Původ ruského kola bývá kladen na Balkán: roku 1620 popsal Angličan Peter Mundy ve svém cestopisu dřevěný kolotoč, který viděl ve městě Plovdiv. První moderní obří kolo postavil roku 1893 americký inženýr George Washington Gale Ferris Jr. pro návštěvníky Světové výstavy v Chicagu, proto se této atrakci v anglicky mluvících zemích říká Ferris wheel.
V češtině bylo „ruské kolo“ tímto názvem různými médii označeno například v souvislosti s atrakcemi na Severočeské výstavě v Mladé Boleslavi roku 1912, podobně je zmiňováno na mezinárodním vzorkovém veletrhu v Praze roku 1921, v roce 1930 je na staročeském posvícení ve Vršovicích zmíněno „vysoké ruské kolo“ Atrakci na pražské matějské pouti Expres v roce 1935 zmiňuje jako „ruské kolo, jemuž jsme kdysi říkali americká houpačka“. Jako „ruské kolo“ je zmiňováno i v letech 1935, 1938 nebo 1946.
V němčině je název Russenrad (Ruské kolo) nebo také Russische Schaukel (Ruská houpačka) známý a je spojován zejména s pivním festivalem Oktoberfest v Mnichově, kde patří k tradičním atrakcím od roku 1925. Webová stránka Oktoberfestu klade původ atrakce do východní či jihovýchodní Evropy, jmenovitě Ruska a Turecka. Výraz Russische Schaukel se používal například pro někdejší atrakci v Hansa-Parku v Sierksdorfu ve Šlesvicko-Holštýnsku. Obecně se však v němčině a zejména ve vztahu k vídeňské atrakci používá výraz Riesenrad (Obří kolo). 
Jeden z lidových výkladů přívlastku „ruský“ je, že se ruští kolotočáři zasloužili o rozšíření tohoto zařízení. Rovněž se vyskytlo tvrzení (doklady z knihoven však vyvrácené), že toto označení obřího kola se objevilo až po roce 1948 a vzniklo tím, že nevzdělaní komunističtí úředníci si německé slovo "riesen" (obří) ze známého označení Wienner Riesenrad (pro vídeňské obří kolo v Prateru) mylně přeložili jako ruské.
Ve většině jazyků se kolo označuje jako obří, velké, vyhlídkové, panoramické a podobně. V bulharštině se označuje jako vídeňské, v dánštině, norštině, švédštině a islandštině jako pařížské, v polštině jako ďábelský mlýn, jednotlivé atrakce bývají metaforicky nazývané též oko, slunce apod.

## Známá obří kola

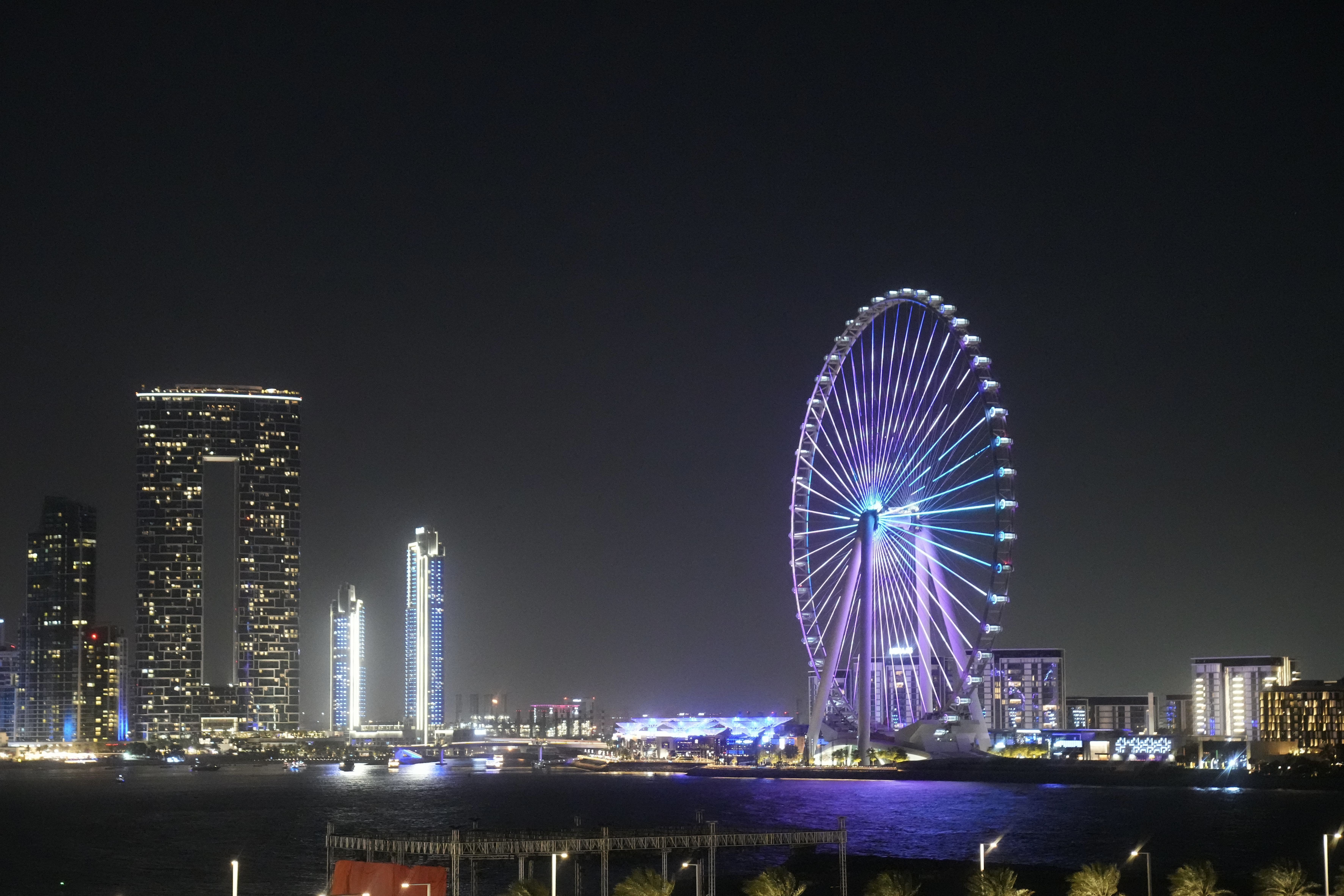
Dubajské oko je největší na světě

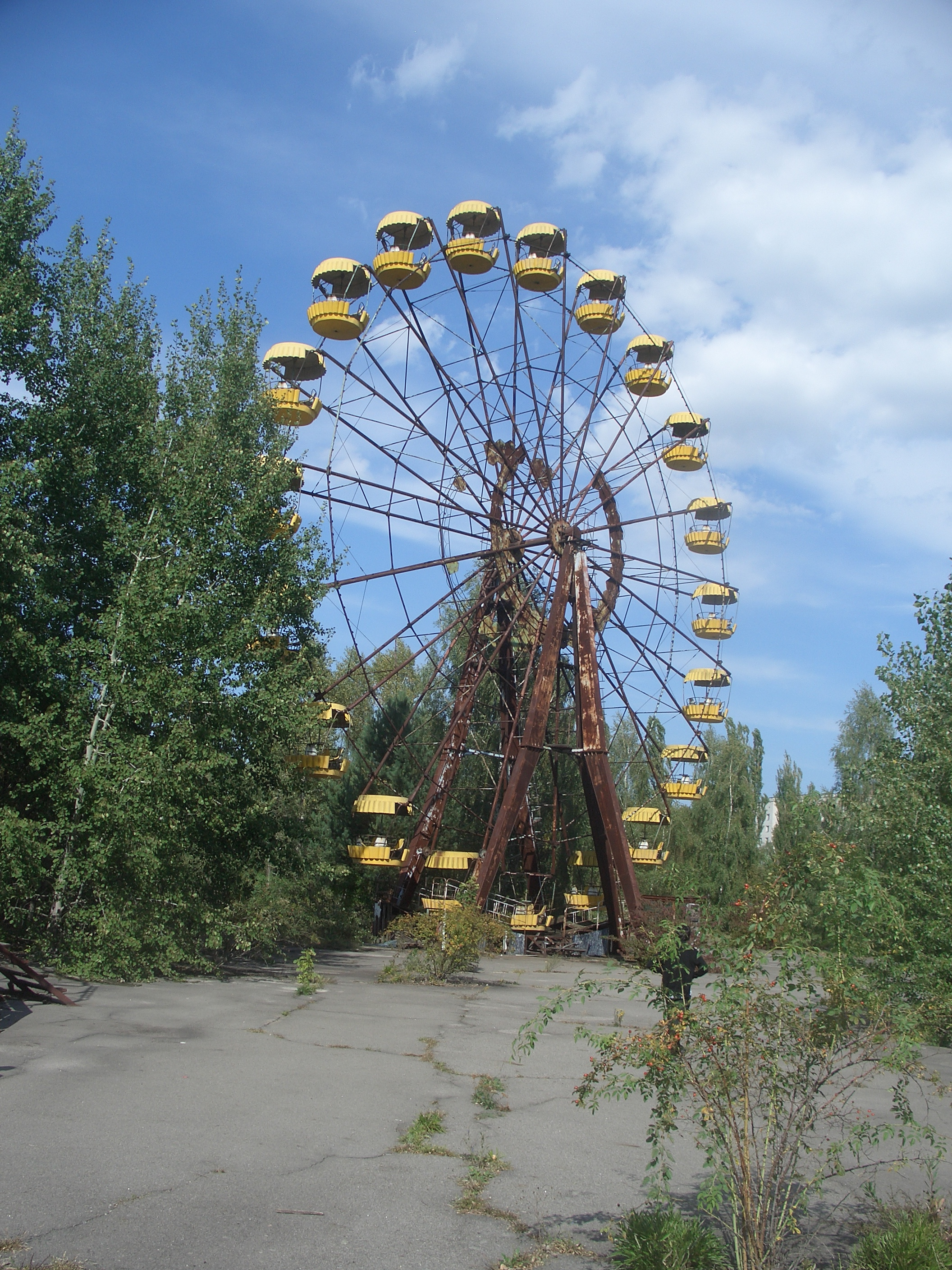
Chátrající kolo v Pripjati

- Obří kolo ve Vídni v zábavním parku Prátr je nejstarší na světě. (65 m)
- Dubajské oko v Dubaji – největší na světě (250 m), otevřeno v říjnu 2021. Pojme 1750 lidí.
- Slunce Moskvy (140 m) – největší v Evropě, otevřeno v září 2022
- Londýnské oko (135 m)
- Obří kolo v Paříži (60 m)
- Obří kolo v Seattlu (53 m)
- Singapore Flyer (165 m)
- Ruské kolo v lunaparku na Pražském výstavišti (35 m) z roku 1981. Po vypovězení smlouvy majitelem areálu v roce 2018 s ním nový vlastník objíždí akce v Polsku, na Slovensku i Česku.
- Ruské kolo v ukrajinském zábavním parku v Pripjati (26 m). Město Pripjať po havárii elektrárny v Černobylu opustili lidé.
- High Roller v Las Vegas, USA – od roku 2014 do roku 2021 největší na světě (168 m).
- Obří kolo v Pekingu – po dokončení mělo být největším na světě (208 m).[16] Výstavba zahájena v roce 2007 s původním plánem otevřít kolo při příležitosti konání olympijských her v Pekingu 2008. V roce 2010 byla stavba pozastavena.